# Drowianaja
Drowianaja (ros. Дровяная) – osiedle typu miejskiego w Rosji, w Kraju Zabajkalskim, w rejonie ulotowskim. W 2010 liczyło 2871 mieszkańców.